# Anne Brown
Anne Brown, all'anagrafe Annie Wiggins Brown (Baltimora, 9 agosto 1912 – Oslo, 13 marzo 2009) è stata un soprano statunitense naturalizzato norvegese.

## Biografia

### Studi e carriera
Nacque a Baltimora nel 1912, figlia del dottor Harry F. Brown e Mary Allen Wiggins. Era la bisnipote di uno schiavo essendo di discendenza africana, oltre che Cherokee e scozzese. In quanto afroamericana, Anne Brown non poté frequentare la scuola cattolica locale e, per lo stesso motivo, fu rifiutata dal Morgan State University e dal Peabody Institute, prima di essere ammessa alla Juilliard School all'età di sedici anni; fu la prima cantante afroamericana a studiare alla Juilliard. Nel 1933, durante il suo secondo anno in questa scuola, fu scelta da George Gershwin per interpretare la protagonista Bess nella prima mondiale dell'opera Porgy and Bess a Boston e poi a Broadway nel 1935. Successivamente tornò a interpretare nella tournée statunitense dell'opera che toccò Filadelfia, Pittsburgh, Chicago e Washington: in quest'ultima città lei si rifiutò di cantare al National Theatre di Washington poiché non erano ammessi spettatori neri nel pubblico ma grazie alle insistenze di Gershwin il teatro acconsentì per la prima volta ad ospitare un pubblico misto.
Successivamente ritornò a Broadway per cantare in alcuni musical, tra cui Pins and Needles (1937) e Mamba's Daughters (1939). Essendo aumentato il razzismo negli Stati Uniti, la Brown andò in tournée in Europa tra il 1942 e il 1948, esibendosi in sale da concerto in tutto il continente e cantando arie di Brahms, Schubert, Schumann e Mahler. Nel 1948 si trasferì ad Oslo e ottenne la cittadinanza norvegese sposando il saltatore con sci Thorleif Schjelderup. Continuò a cantare per tutti gli anni cinquanta, in concerti e recitals, oltre che nelle opere di Gian Carlo Menotti The Medium e The Telephone, or L'Amour à trois;  problemi d'asma posero fine alla sua carriera nel 1955, dopo un'ultima esibizione al Teatro Colón nell'ottobre di quell'anno. Iniziò allora a insegnare canto ed ebbe studenti di alto profilo tra cui Elizabeth Norberg-Schulz, Liv Ullmann e Åse Kleveland. Nel 2000 fu insignita del Norsk kulturråds ærespris, il Premio Culturale del Consiglio Norvegese.

### Vita privata
Anne Brown si sposò tre volte. La prima volta all'età di diciannove anni con Florid Howard, che come lei studiò alla Juilliard, ma il matrimonio fu annullato. Sposò in seconde nozze il dottor Jacob Petit, da cui ebbe la figlia Paula, e in terze nozze Thorleif Schjelderup, da cui ebbe la figlia Vaar Inga, nata nel 1951. Anche il terzo matrimonio terminò con un divorzio.